# Bléré
 Bléré ist eine französische Gemeinde mit 5340 Einwohnern (Stand 1. Januar 2022) im Département Indre-et-Loire in der Region Centre-Val de Loire; sie gehört zum Arrondissement Loches und zum Kanton Bléré. Die Bewohner werden Blérois und Bléroises genannt.
Die Gemeinde erhielt 2022 die Auszeichnung „Drei Blumen“, die vom Conseil national des villes et villages fleuris (CNVVF) im Rahmen des jährlichen Wettbewerbs der blumengeschmückten Städte und Dörfer verliehen wird.

## Geografie
Die Kleinstadt liegt in der historischen Provinz Touraine (auch Jardin de la France genannt) im Tal des Cher 27 Kilometer östlich von Tours. Früher bewaldet, ist die Region heute eine Landwirtschafts- und Weinbauzone.

## Geschichte

### Wappen
Blasonierung: Auf Rot drei silberne Scheffel (Getreidemaß)

### Bevölkerungsentwicklung
| Jahr      | 1962 | 1968 | 1975 | 1982 | 1990 | 1999 | 2009 | 2018 |
| Einwohner | 3450 | 3832 | 4113 | 4057 | 4388 | 4578 | 5213 | 5250 |

## Sehenswürdigkeiten
- Grabkapelle des ehemaligen Friedhofs Jean de Seigne (16. Jahrhundert), seit 1875 als Monument historique klassifiziert
- Wohnhaus, genannt „Le Belvédère“, zwischen 1820 und 1830 errichtet, Fassaden, Dächer und Inneneinrichtung seit 1972 als Monument historique eingeschrieben
- Le Grand Logis (auch Schloss Bléré genannt, 15. Jahrhundert), ehemaliges Herrenhaus von Bléré, 1960 abgerissen
- Pfarrkirche Saint-Christophe, erbaut im 12. Jahrhundert, erweitert im 16. Jahrhundert, seit 1941 als Monument historique klassifiziert
- Wohnhaus, genannt „Fief de Bois Ramé“ aus dem 15. Jahrhundert, seit 1929 in Teilen als Monument historique klassifiziert
- La Coursicaudière (auch Hôtel Lemaître genannt, 19. Jahrhundert), heute Rathaus
- Schloss Fontenay (17. Jahrhundert)
- Schloss Fossenbault (19. Jahrhundert)
- Manoir de Beauregard (16. Jahrhundert)
- Manoir de Crespières (19. Jahrhundert)
- Windmühle Les Aigremonts (1848)

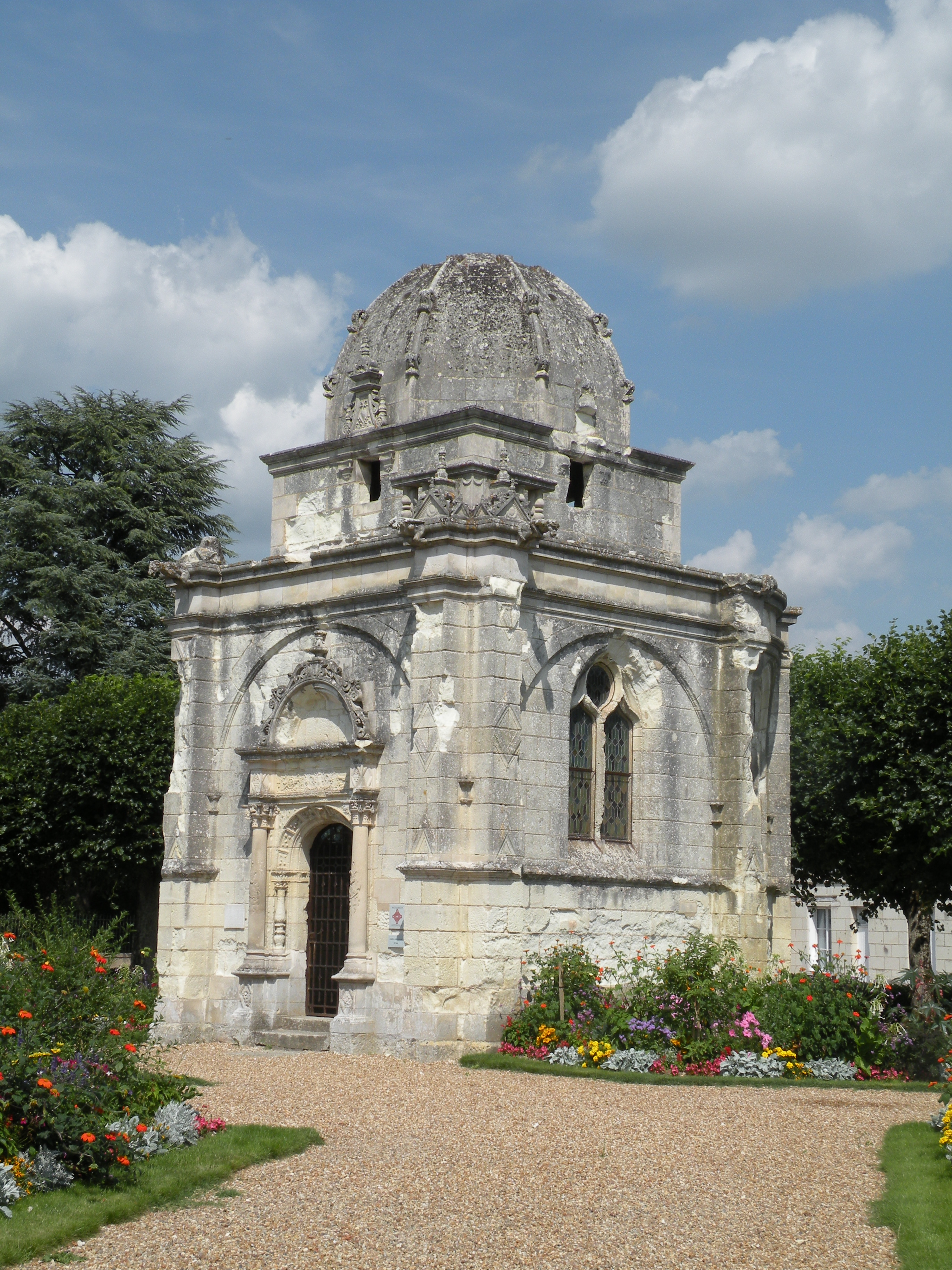
Friedhofskapelle
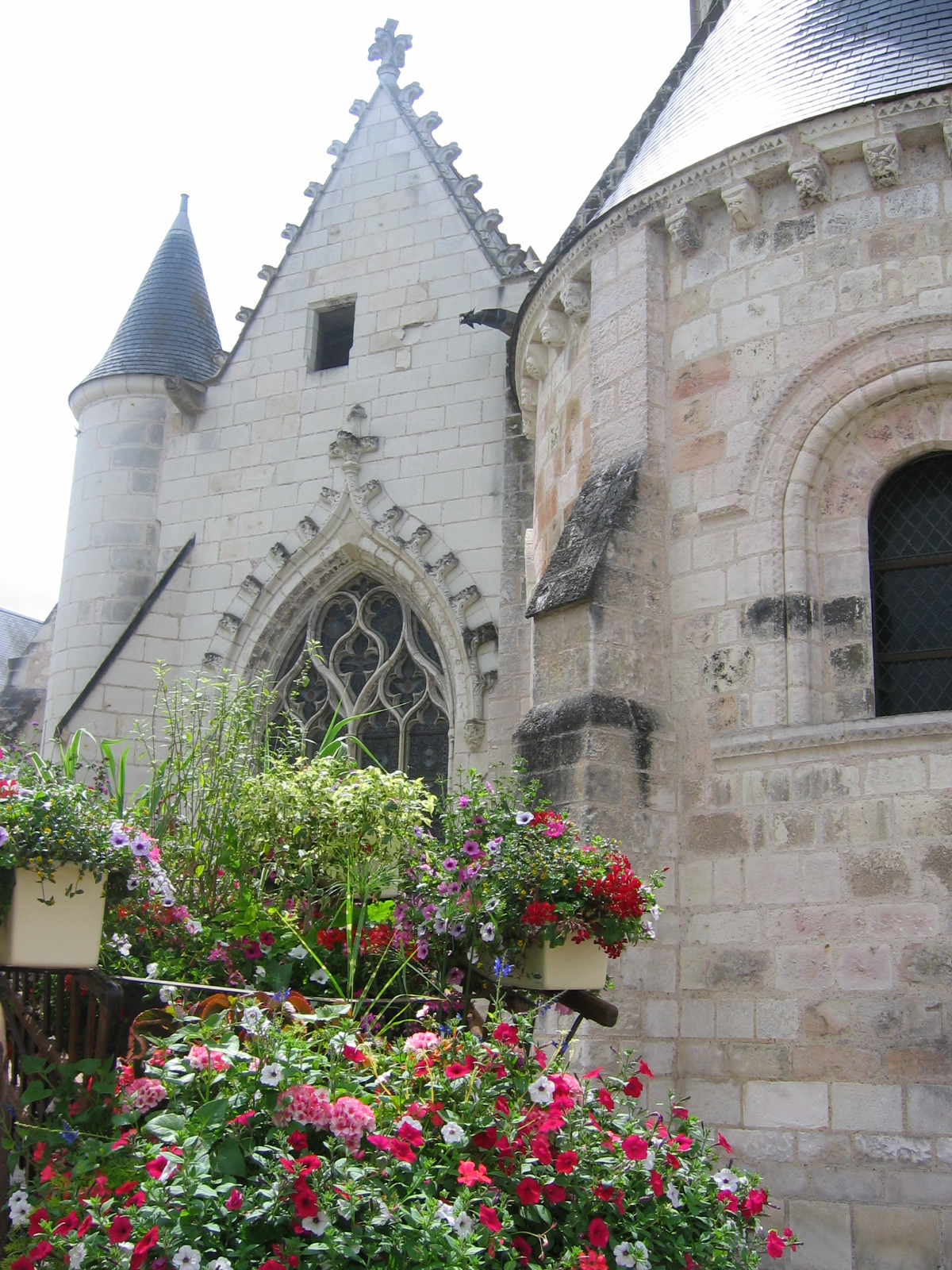
Pfarrkirche Saint-Christophe
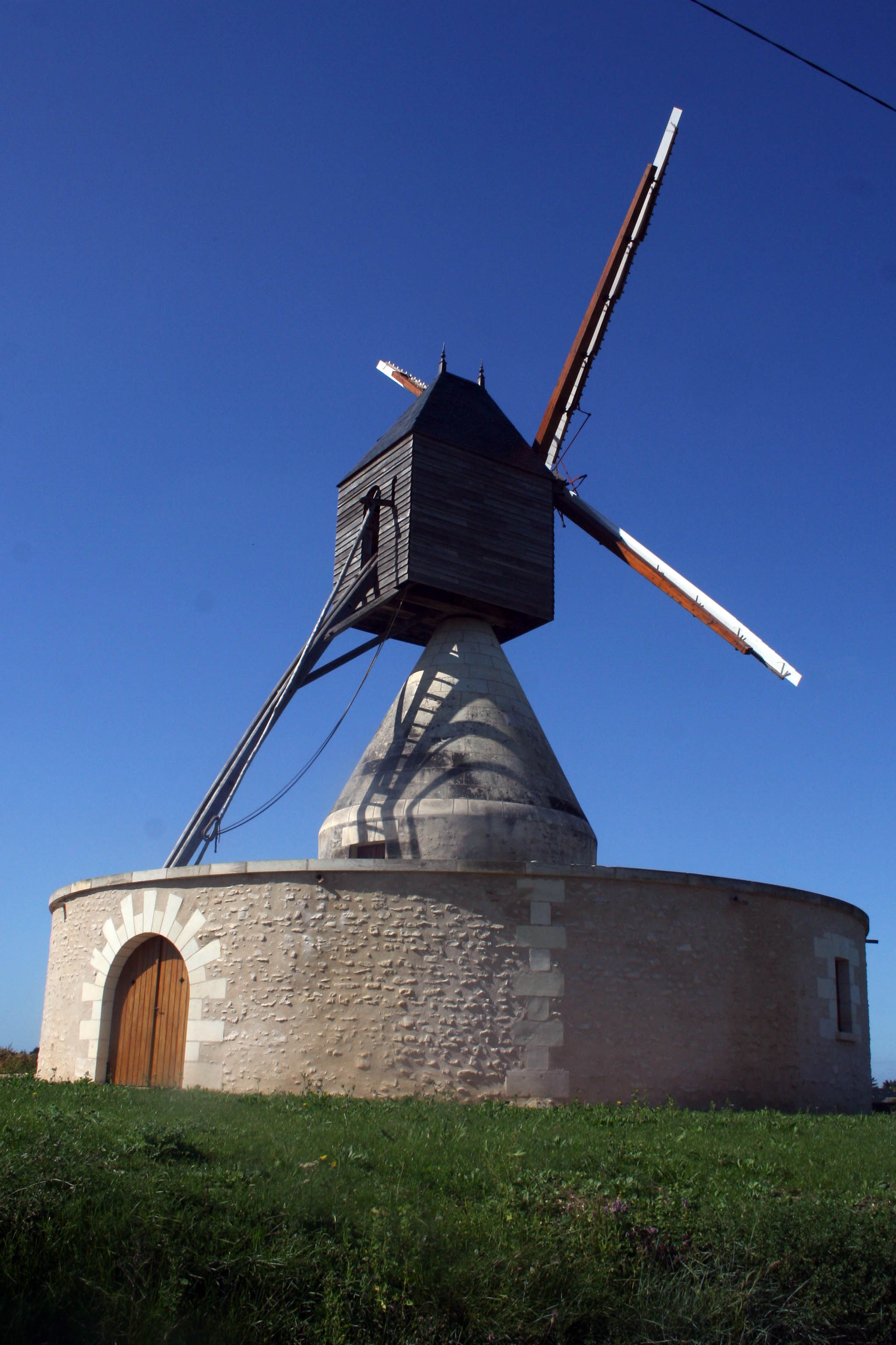
Windmühle Les Aigremonts

## Gemeindepartnerschaften
- Garrel, Niedersachsen, Deutschland (seit 1986)
- Montegiardino, San Marino